# Jan Bakelants
Jan Bakelants (Oudenaarde, 14 februari 1986) is een Belgisch voormalig wielrenner. Zijn meest in het oog springende overwinning was de tweede etappe in de Ronde van Frankrijk van 2013, waarna hij twee etappes in de gele trui reed.

## Carrière
Al van bij de jeugd was Bakelants een groot talent. Zo won hij in 2003 de Omloop Het Nieuwsblad bij de junioren, en won hij in 2006 een etappe in de Triptyque Ardennaise. 2008 was voor laatstejaars belofte Bakelants een echt boerenjaar. Hij won er de Circuit des Ardennes, Ronde van Luik en Luik-Bastenaken-Luik U23. In augustus wist hij een etappe en het eindklassement te winnen in de prestigieuze Ronde van de Toekomst. Hiermee trad hij in de voetsporen van ex-Tourwinnaars als Felice Gimondi, Joop Zoetemelk, Greg LeMond, Miguel Indurain en Laurent Fignon. Dankzij deze opmerkelijke resultaten mocht hij vanaf augustus 2008 stage lopen bij Topsport Vlaanderen, alwaar hij voor 2009 een profcontract zou krijgen. Eind 2008 won hij de Kristallen fiets als beste Belgische belofte.
Na één jaar bij Topsport Vlaanderen, maakte Bakelants in 2010 zijn debuut in de UCI ProTour, bij Omega Pharma-Lotto. Hij zou twee seizoenen voor het team uitkomen, en zowel in 2010 als 2011 reed hij de Giro en de Vuelta.
Vanaf 2012 kwam Bakelants uit voor het Amerikaanse RadioShack-Nissan-Trek. In 2013 maakte hij er één week na het behalen van een derde plek tijdens het BK zijn debuut in de Ronde van Frankrijk. Hij wist er indruk te maken door de tweede etappe te winnen, door in de laatste kilometer weg te rijden van een groep van zes en uiteindelijk het naderende peloton één seconde voor te blijven. Hiermee pakte hij ook de gele trui. Hij zou de trui twee dagen dragen, en uiteindelijk als achttiende in het eindklassement eindigen.
In 2017 maakte hij een zware val in de Ronde van Lombardije, waar hij lang van moest herstellen.
In 2019 reed hij de gemengde ploegenestafette op de wereldkampioenschappen wielrennen, samen met Senne Leysen, Frederik Frison, Sofie De Vuyst, Valerie Demey en Julie Van de Velde.
Eind 2022 besloot Bakelants op 36-jarige leeftijd een punt te zetten achter zijn wielercarrière. Na zijn actieve carrière werd hij geregelde gastanalist bij het tv-programma Extra Time Koers. Daarnaast werd hij een van de leden van de podcast Wielerclub Wattage, gepresenteerd door Ruben Van Gucht met naast Bakelants ook Dirk De Wolf, Tom Boonen en Mark Uytterhoeven als panelleden.
Bakelants en zijn partner Daphne Hofmans hebben twee zonen en twee dochters.

## Palmares

### Overwinningen
2006
2e etappe Triptyque Ardennais
2008
Eindklassement Circuit des Ardennes
Luik-Bastenaken-Luik, Beloften
2e etappe Triptyque Ardennais
Eindklassement Triptyque Ardennais
Ardense Pijl
4e en 6e etappe Ronde van Luik
Eindklassement Ronde van Luik
5e etappe Ronde van de Toekomst
Eindklassement Ronde van de Toekomst
2013
2e etappe Ronde van Frankrijk
GP van Wallonië
2014
6e etappe Critérium du Dauphiné
2015
Ronde van Piemonte
Ronde van Emilia
2016
4e etappe La Méditerranéenne
Puntenklassement La Méditerranéenne
2022
5e etappe Ronde van Wallonië

### Resultaten in voornaamste wedstrijden
| Jaar | Ronde van Italië | Ronde van Frankrijk | Ronde van Spanje |
| ---- | ---------------- | ------------------- | ---------------- |
| 2009 |                  |                     |                  |
| 2010 | 36e              |                     | 17e              |
| 2011 | 22e              |                     | 31e              |
| 2012 | 34e              |                     | 22e              |
| 2013 |                  | 18e (1)             |                  |
| 2014 |                  | 24e                 |                  |
| 2015 |                  | 20e                 |                  |
| 2016 |                  | 50e                 | 17e              |
| 2017 |                  | 22e                 |                  |
| 2018 |                  |                     |                  |
| 2019 | 43e              |                     |                  |
| 2020 |                  |                     |                  |
| 2021 |                  | 48e                 |                  |
| 2022 |                  |                     | 29e              |

| Jaar | Milaan-San Remo | Amstel Gold Race | Luik-Bast.‑Luik | Ronde van Lombardije | Waalse Pijl | Clásica San Sebastián |  | WK op de weg |  | Wereldranglijsten |
| ---- | --------------- | ---------------- | --------------- | -------------------- | ----------- | --------------------- |  | ------------ |  | ----------------- |
| 2009 |                 | opgave           | 60e             | 47e                  | 78e         |                       |  |              |  | 162e (UWK)        |
| 2010 |                 |                  | opgave          | opgave               | opgave      | 65e                   |  | opgave       |  | 202e (UWK)        |
| 2011 |                 | 34e              | opgave          |                      | 138e        |                       |  |              |  | 188e (UWT)        |
| 2012 |                 | 118e             | 58e             | 31e                  | 49e         |                       |  |              |  | 85e (UWT)         |
| 2013 |                 |                  |                 | opgave               |             | 12e                   |  | 57e          |  | 40e (UWT)         |
| 2014 | 45e             | 46e              | 48e             |                      | 43e         | 28e                   |  | 48e          |  | 147e (UWT)        |
| 2015 | 44e             | 24e              | 57e             | 21e                  | 40e         | 22e                   |  |              |  | 66e (UWT)         |
| 2016 | 16e             | 13e              | 29e             | 21e                  | 22e         |                       |  |              |  | 160e (UWT)        |
| 2017 | 41e             |                  |                 | opgave               |             | 11e                   |  |              |  | 79e (UWT)         |
| 2018 |                 | 67e              |                 |                      | opgave      |                       |  |              |  | 189e (UWT)        |
| 2019 |                 |                  | 30e             | 109e                 | 70e         | 44e                   |  |              |  | 438e (UWR)        |
| 2020 | 41e             |                  | 46e             |                      | 34e         |                       |  |              |  |                   |
| 2021 |                 | 63e              | 81e             | 54e                  | 67e         | 37e                   |  |              |  |                   |
| 2022 |                 | 36e              | 85e             | 33e                  | 71e         | 31e                   |  |              |  |                   |

### Resultaten in kleinere rondes
| Jaar | Tour Down Under | Parijs-Nice | Tirreno-Adriatico | Ronde van Catalonië | Ronde van het Baskenland | Ronde van Romandië | Critérium du Dauphiné | Ronde van Zwitserland | Ronde van Polen | Eneco Tour | Ronde van Peking / Ronde van Guangxi |
| ---- | --------------- | ----------- | ----------------- | ------------------- | ------------------------ | ------------------ | --------------------- | --------------------- | --------------- | ---------- | ------------------------------------ |
| 2009 |                 |             |                   |                     |                          |                    |                       |                       |                 | 9e         |                                      |
| 2010 |                 |             | 15e               | 29e                 |                          | opgave             |                       |                       |                 |            |                                      |
| 2011 |                 | 48e         |                   | 27e                 |                          |                    |                       | 13e                   | 21e             |            |                                      |
| 2012 | 6e              | opgave      |                   |                     |                          |                    |                       |                       | 22e             | 10e        | 39e                                  |
| 2013 |                 |             |                   |                     |                          | opgave             |                       |                       |                 | 4e         | 7e                                   |
| 2014 | 13e             | 17e         |                   |                     | opgave                   | 20e                | 20e (1)               |                       |                 |            |                                      |
| 2015 |                 | 17e         |                   |                     |                          | 40e                |                       | 18e                   |                 | 11e        |                                      |
| 2016 |                 |             | 21e               |                     | opgave                   | 43e                | 17e                   |                       |                 |            |                                      |
| 2017 | 31e             |             | 32e               |                     |                          |                    |                       | 18e                   |                 | 14e        |                                      |
| 2018 |                 |             |                   |                     | 43e                      |                    |                       |                       | 22e             |            |                                      |
| 2019 |                 | 98e         |                   | 65e                 |                          |                    |                       |                       |                 | 27e        |                                      |
| 2020 |                 |             |                   |                     |                          |                    | 54e                   |                       |                 |            |                                      |
| 2021 |                 |             | 40e               | opgave              |                          | 39e                | 35e                   |                       |                 |            |                                      |
| 2022 |                 |             | 19e               |                     |                          |                    |                       |                       |                 |            |                                      |

(*) tussen haakjes aantal individuele etappeoverwinningen

## Ploegen
- 2008 –  Topsport Vlaanderen (stagiair vanaf 1-8)
- 2009 –  Topsport Vlaanderen-Mercator
- 2010 –  Omega Pharma-Lotto
- 2011 –  Omega Pharma-Lotto
- 2012 –  RadioShack-Nissan-Trek
- 2013 –  RadioShack-Leopard
- 2014 –  Omega Pharma-Quick-Step Cycling Team
- 2015 –  AG2R La Mondiale
- 2016 –  AG2R La Mondiale
- 2017 –  AG2R La Mondiale
- 2018 –  AG2R La Mondiale
- 2019 –  Team Sunweb
- 2020 –  Circus-Wanty-Gobert
- 2021 –  Intermarché-Wanty-Gobert Matériaux
- 2022 –  Intermarché-Wanty-Gobert Matériaux

## Afbeeldingen

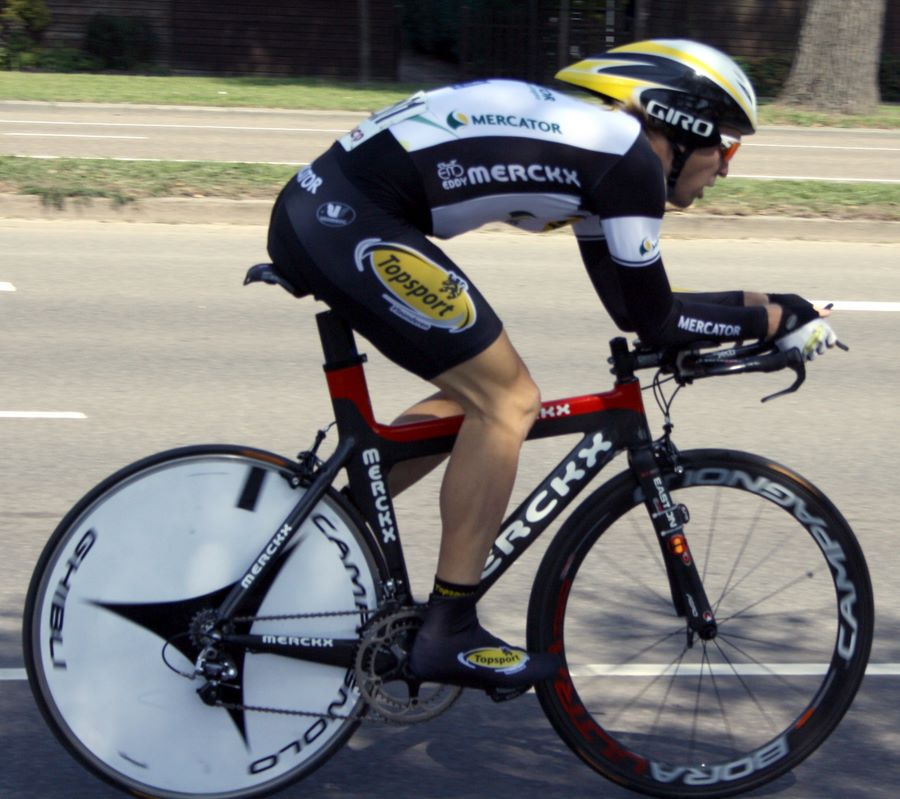
Bakelants in 2009, rijdend voor Topsport Vlaanderen
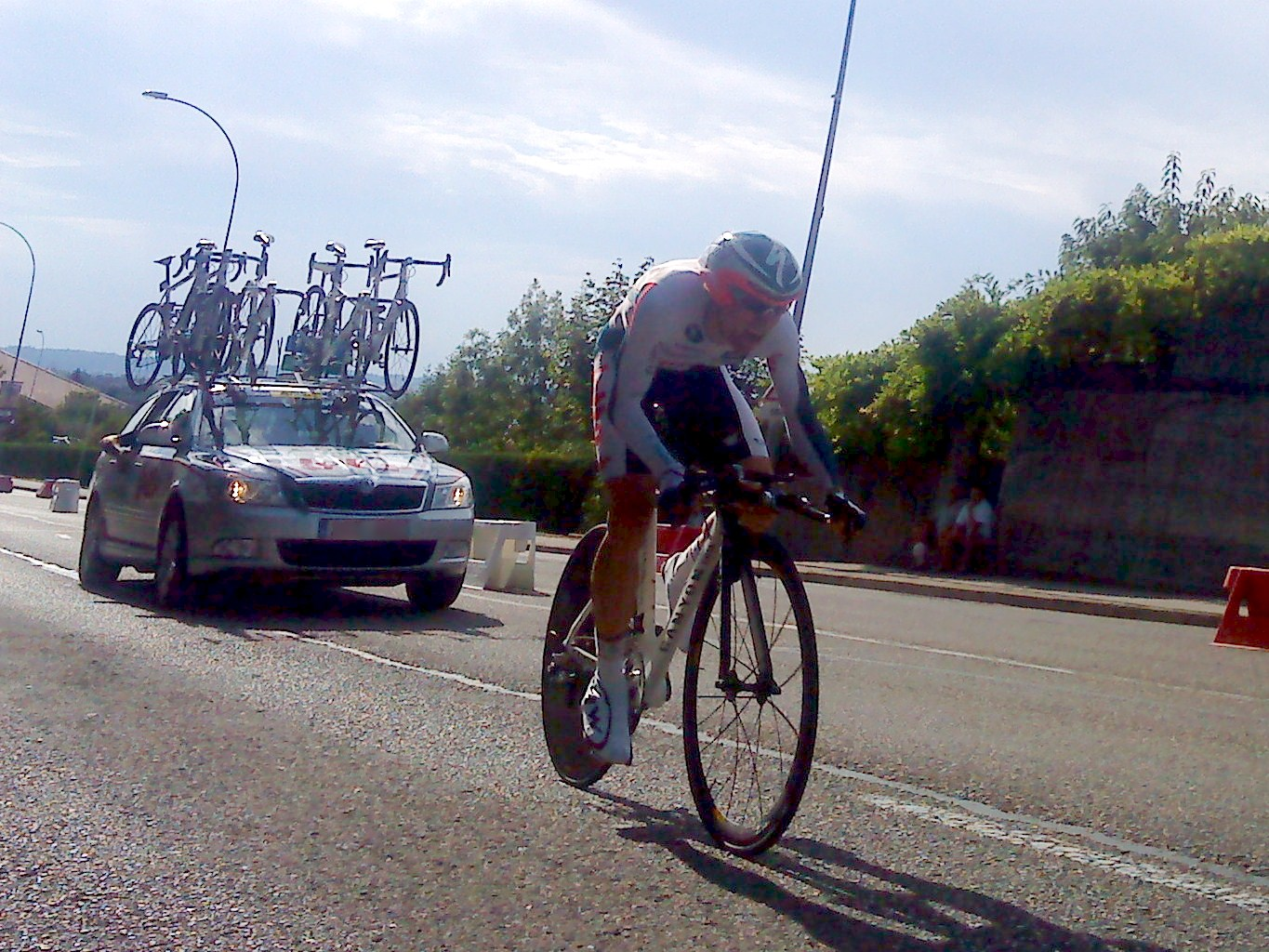
Bakelants in 2010, rijdend voor Omega Pharma-Lotto
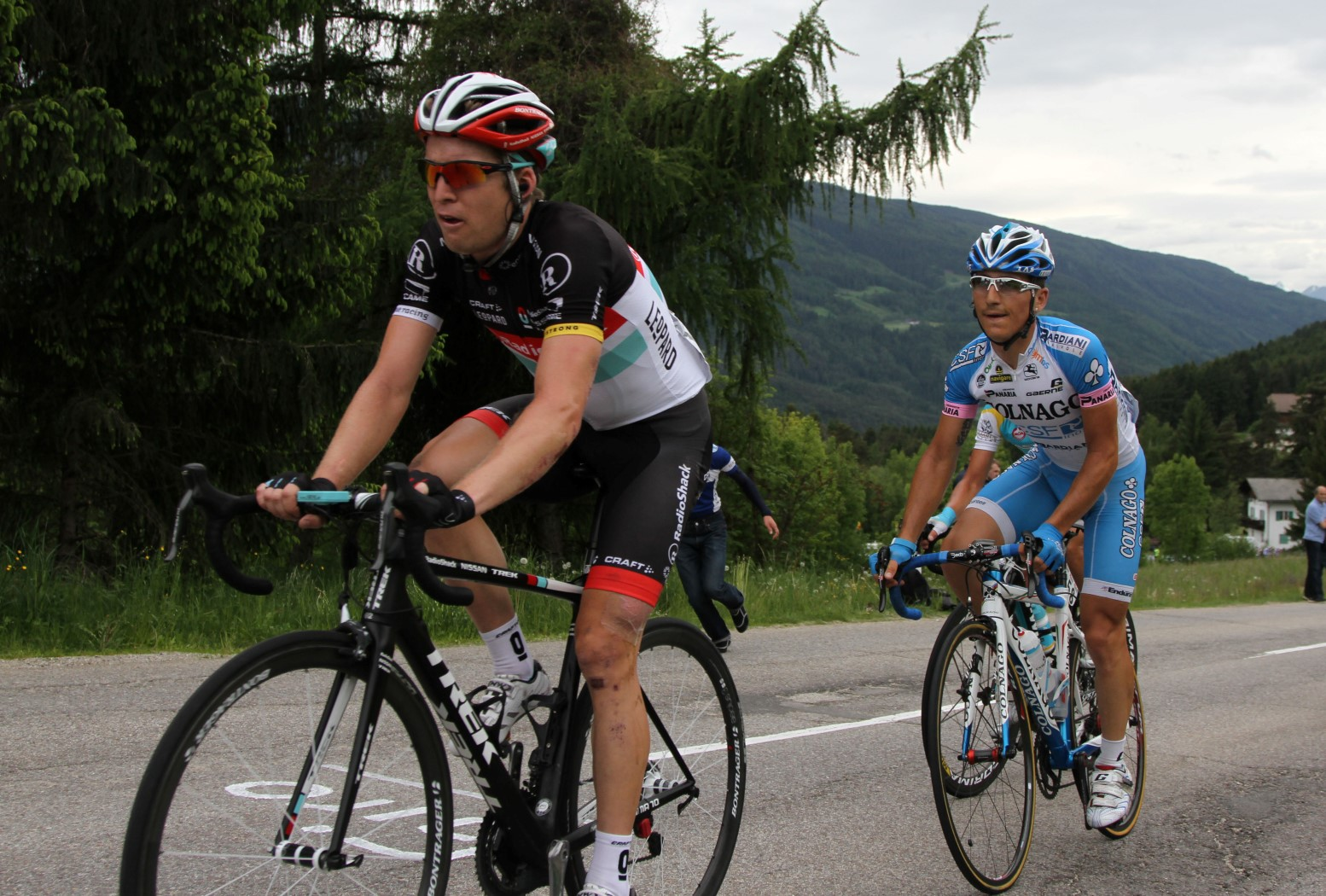
Bakelants in 2012, rijdend voor RadioShack-Nissan-Trek
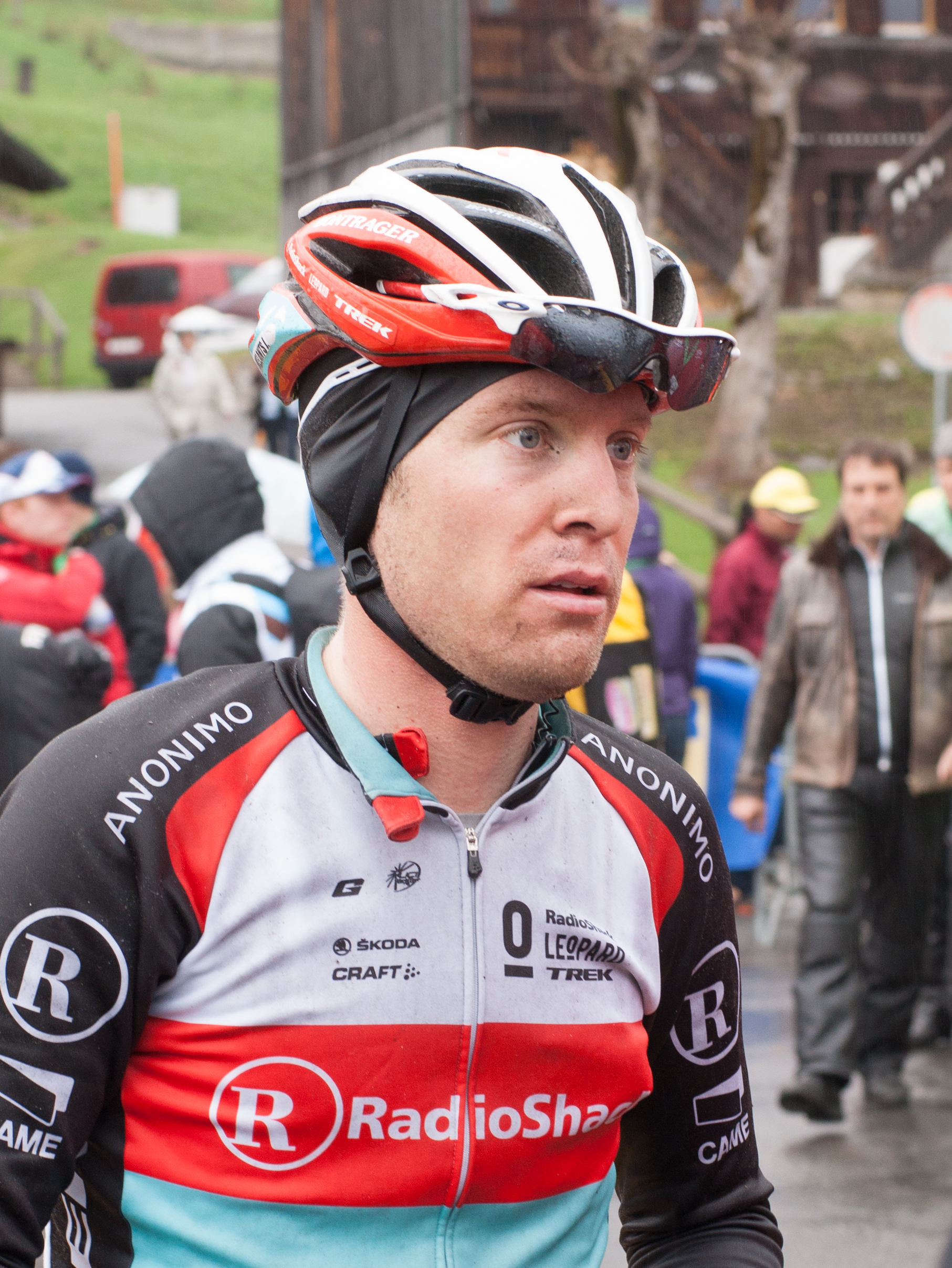
Bakelants in 2013, rijdend voor RadioShack-Leopard
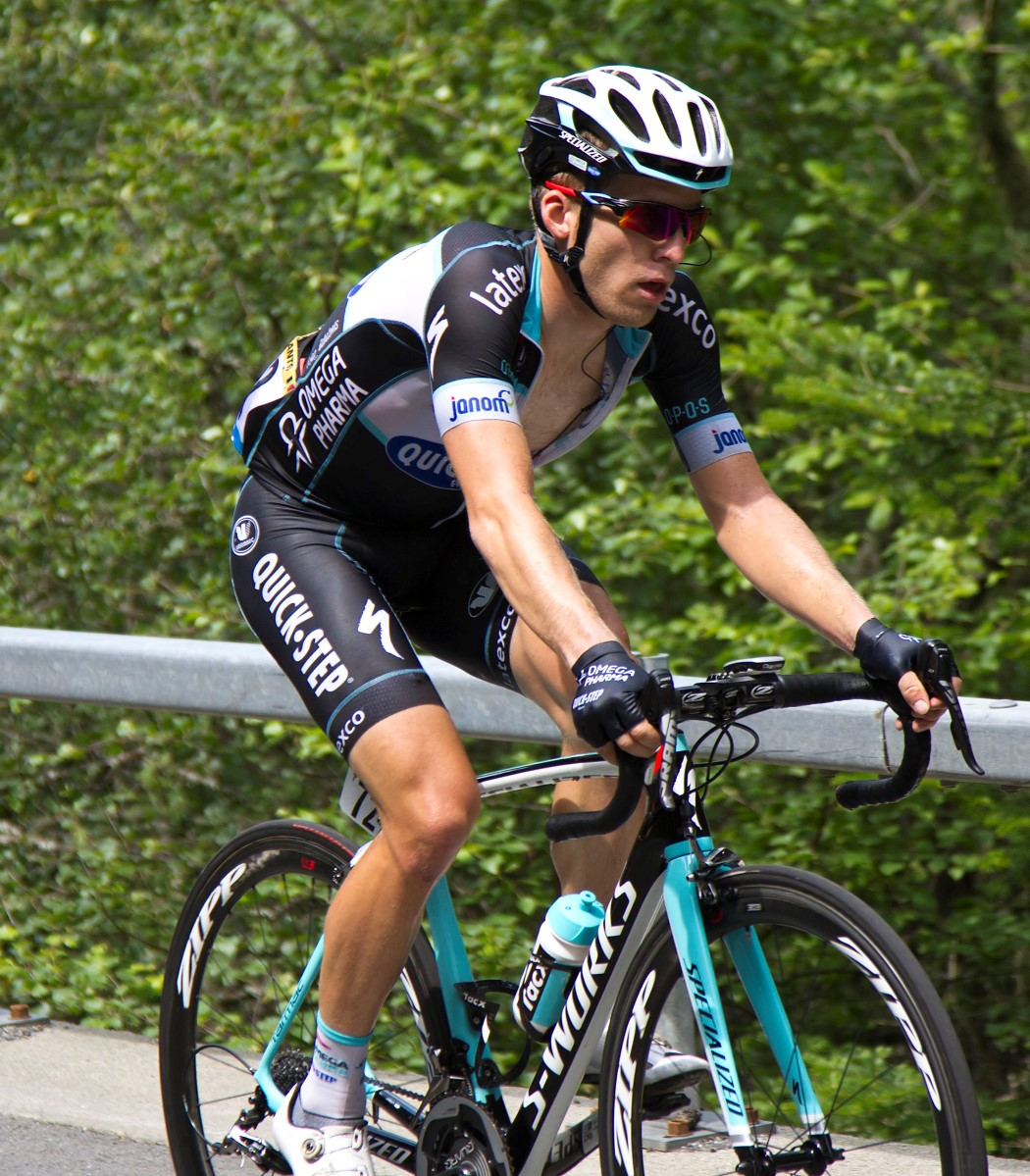
Bakelants in 2014, rijdend voor Omega Pharma-Quick Step
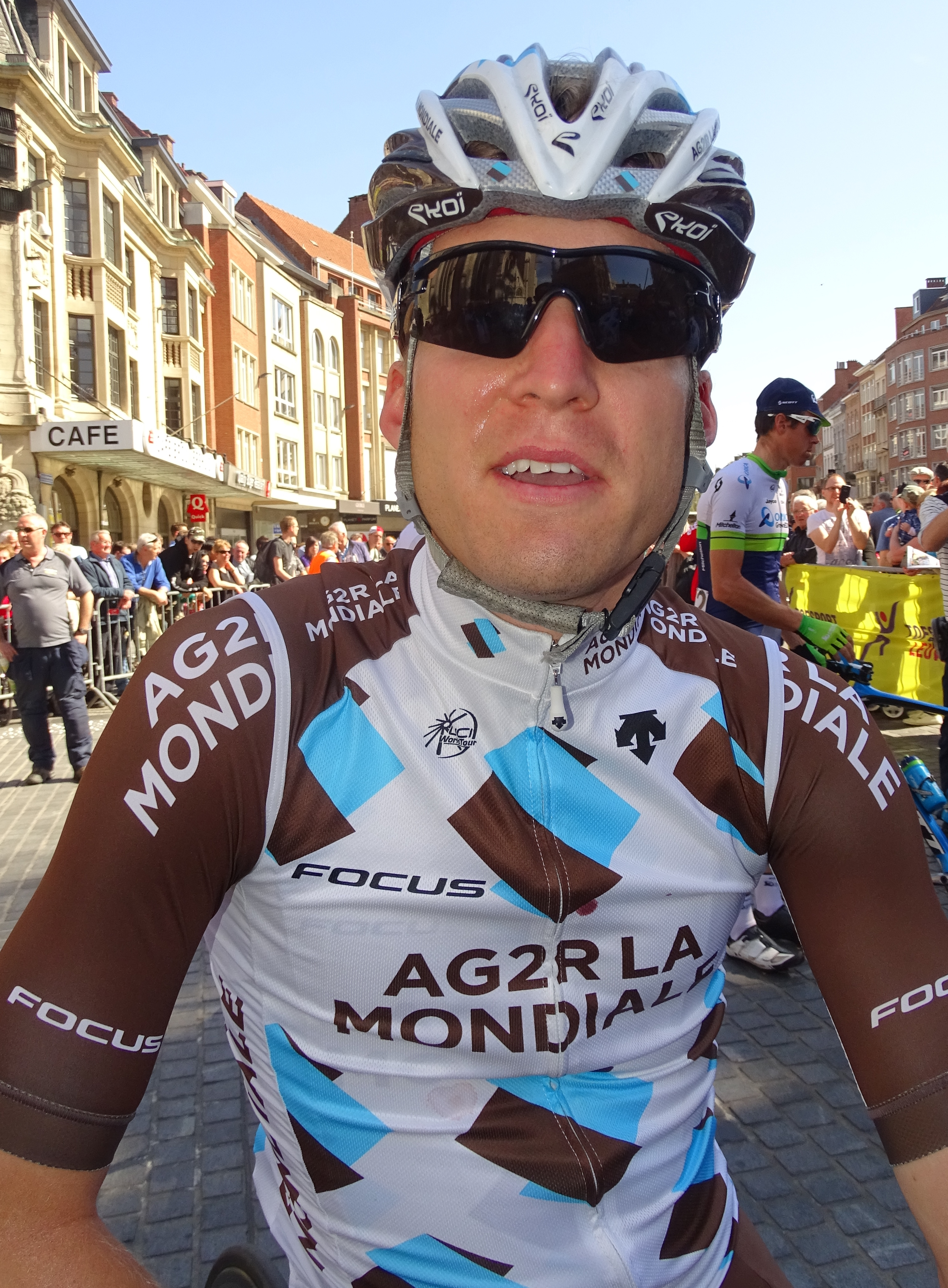
Bakelants in 2015, rijdend voor AG2R La Mondiale